# Descloizit
Descloizit är ett sällsynt förekommande sekundärt mineral. Kemiskt sätt är det ett basiskt bly-zinkvanadat PbZnVO4(OH). Det utgör ena ändledet i kontinuerlig fast lösning med mineralet mottramit PbCuVO4(OH). När det är mer zink än koppar klassas mineralet som descloizit. Den kemiska formeln skrivs därför ibland Pb(Zn,Cu)VO4(OH). Utöver koppar kan descloizit innehålla små mängder arsenik, järn, mangan och fosfor. Det förekommer i små prismatiska eller pyramidformade kristaller och i porösa och täta former. Det innehåller i rent tillstånd 12,6 % vanadin eller räknat som vanadinpentoxid (V2O5)  22,5 %. Mineralet används för framställning av vanadin.

## Historia
Descloizit upptäcktes i Sierra de Córdoba i Córdoba, Argentina och beskrevs år 1854 av Augustin Alexis Damour. Det är uppkallat efter den franska mineralogen Alfred Des Cloizeaux.

## Klassning
Enligt Strunz 9. upplaga av mineralens systematik inordnas descloisit under klassen fosfat, arsenat och vanadat med ytterligare anjoner men utan H2O och med medelstora till stora katjoner.

## Kristallstruktur
Descloizit kristalliserar i det ortorombiska systemet i rymdgruppen Pnma (rymdgrupp nummer 62) med gitterkonstanter a = 7,59 Å; b=. 6,42 Å; c = 9,42 Å och med Z = 4 (fyra formelenheter per enhetscell),  Zink koordinerar fyra syreatomer och två hydroxidjoner ZnO4(OH)2 och bildar dipyramider som med gemensam kant kopplas till kedjor parallella med [100].

## Modifikationer och varieteter
Cuprodescloizit är ett överflödigt namn eftersom en mindre del koppar kan ingå i mineralet och om koppar dominerar över zink kallas mineralet mottramit.

## Bildning och förekomst
Mineralet bildas när vanadinhaltig  bly-zink-kopparmalm vittrar (oxiderar) och är således ett sekundärt mineral.
Typlokalen är Sierra de Córdoba, Argentina 
Förekomster är kända i Argentina och Mexiko och andra ställen i Syd- och Nordamerika. Bergsområdet Otavi i Namibia ansågs tidigare ha  stora fyndigheter av vanadin men är nu i stort sett uttömda. Ett av malmmineralen var descloizit.
I Tyskland har descloizit bland annat hittats i Hofsgrund sydöst om Freiburg, Baden Württemberg.
Descloizit har även hittats i andra delar av i Afrika samt i Asien, Australien och Europa.

## Användning
Även om descloizit är ett sällsynt mineralet kan det lokalt vara ett viktigt mineral i vanadinmalmer.